# Acetil-jodid
Az acetil-jodid vagy más néven etanoil-jodid a savhalogenidek közé tartozó szerves vegyület, az ecetsav jodidja. Képlete (C2H3IO). A Monsanto-féle ecetsavszintézis közbenső terméke. Színtelen folyadék, levegő vagy nedvesség hatására megbarnul.
Előállítható foszfor, jód és ecetsav-anhidrid reakciójával:
{\displaystyle \mathrm {3\ (C_{2}H_{3}O)_{2}O+3\ I_{2}+2\ P\rightarrow 6\ C_{2}H_{3}OI+P_{2}O_{3}} }

## Fordítás
Ez a szócikk részben vagy egészben az Acetyl iodide című angol Wikipédia-szócikk ezen változatának fordításán alapul.  Az eredeti cikk szerkesztőit annak laptörténete sorolja fel. Ez a jelzés csupán a megfogalmazás eredetét és a szerzői jogokat jelzi, nem szolgál a cikkben szereplő információk forrásmegjelöléseként.